# شهرک امام خمینی (دلفان)
شهرک امام خمینی (دلفان)، روستایی از توابع بخش مرکزی شهرستان دلفان در استان لرستان ایران است.

## چهره های شاخص
حجت الاسلام محمدمحمدی( متولدروستای شهرک امام)
محمدفیروزی(نوازنده کمانچه)

## جمعیت
براساس سرشماری مرکز آمار ایران سرشماری عمومی نفوس و مسکن( ۱۳۹۲) جمعیت۲۱۰۶ (۴۹۸خانوار) بوده‌است.